# Erich Wegener
Erich Wegener (* 6. Oktober 1904 in Berlin; † 17. März 1956 in West-Berlin) war ein deutscher Maler und Zeichner des 20. Jahrhunderts.

## Leben
Es ist nicht bekannt, welche Schul- und Berufsausbildungen Erich Wegener durchlief. Seinen Lebensunterhalt verdiente er mit unterschiedlichen Lohntätigkeiten, so unter anderem als Putzer, Kohlenlader, Stanzer und Buchbinder. Seit 1923 hielt er sich mehrfach längere Zeit für künstlerische Arbeitsaufenthalte in der UdSSR auf. 1927 schloss er sich der KPD an und wurde im Jahr darauf Mitglied der Assoziation revolutionärer bildender Künstler (ASSO), in der er die „Gruppe der Arbeiterzeichner“ begründete, deren Sprecher er wurde. Wegener war in der Internationalen Arbeiterhilfe (IAH) aktiv.
In der Vorphase der Machtübergabe an die Nationalsozialisten und ihre Verbündeten wurde er 1932 wegen eines Verstoßes gegen die „Notverordnungen“ festgenommen und inhaftiert. 1933 war er eines Übergriffs durch die Gestapo ausgesetzt, die sein Atelier durchsuchte. Im Kriegsverlauf war er als Konstrukteur bei der AEG tätig und wurde von dort als „unabkömmlich“ eingestuft. In den Kämpfen in Berlin im April 1945 versteckte Wegener etwa 30 Zeichnungen aus seinem Atelier in der Kanalisation, die auf diese Weise den Krieg überstehen konnten, denn das Atelier brannte wenig später völlig aus. Nach dem Ende des NS-Regimes lebte er im Westen Berlins, arbeitete aber im Osten in den Elektro-Apparate-Werken in Treptow.
Wegeners künstlerisches Werk entstand neben seiner jeweiligen Brottätigkeit. Bevorzugte Motive waren Industrie- und Stadtlandschaften, meist Pastelle. Mit Kohle zeichnete er zahlreiche Porträts. Dass er gerne Fabriken, Häuser und Straßen zeichnete, begründete er mit dem Hinweis, es handle sich um „die Landschaft der Werktätigen“, hier seien „der Geburts- und Todesplatz der Proleten, [die] Spielplätze der Jugend“.

## Werke
- Am Rostocker Hafen, 1930
- "Einen alten Deutschen verläßt Gott nicht!", 1930
- Am alten Hafen, 1931
- Meine Frau, 1947
- Am Gleisdreieck, 1947
- Sodafabrik in Würselen, o. J.
- Ziegeleiarbeiter, o. J.